# Мартин Пашковський
Мартин Пашковський (пол. Marcin Paszkowski; псевдонім: М. Простак) — польсько поет, історик та публіцист кін. XVI — поч. XVII століть, писав польською мовою. 

## Життєпис, творчість
Деталі життя Мартина Пашковського відомі мало, вони реконструюються за незначними згадками про нього та його власними творами. 
Він походив із шляхетного дому Задора, родини середньої заможності, служив при домах магнатів (зокрема Плазів, Любомирських). Оцінки його творчих досягнень різняться. Польські історики літератури сприймають його як доволі посереднього поета, позбавленого оригінального таланту. На думку українського дослідника давньої літератури Валерія Шевчука (який також переклав українською деякі твори поета), талант М. Пашковського був в іншому — носій ренесансного світогляду, він віднадходив поетичне натхнення не в далеких легендах та міфах, а в історичних битвах своєї епохи, так само серед своїх сучасників він знаходив приклади для наслідування. Імовірно, протестант-кальвініст і палкий патріот України, який вмів вийти за віросповідний принцип національної ідентичності, шляхтич — він вбачав велике майбутнє за козацтвом у творенні окремої «республіки».

### Переклади
1611 р. переклав з латини на польську мову «Опис Сарматії Європейської» (Краків, 1578, автор — Алессандро Ґваньїні). 

## Див.також
- Із книги «Україна, татарами терзана...» (укр.) [Архівовано 11 листопада 2013 у Wayback Machine.]
- Із книги «Дії турецькі і змагання козацькі з татарами» (укр.) [Архівовано 8 жовтня 2013 у Wayback Machine.]